# Navezanost na blagovno znamko
Navezanost na blagovno znamko je močan, čustven odnos med potrošnikom in blagovno znamko; ustvarjalci blagovne znamke poskušajo v tem odnosu apelirati na čustva, želje in potrebe potrošnika. Čustvena navezanost na znamko ustvarja mentaliteto, kjer posameznik razmišlja o blagovni znamki kot o nečem, kar bo vedno znova izbral, zato se podjetja veliko ukvarjajo s tem, kako ustvariti tak odnos. Potrošniki so namreč obdani z mnogimi produkti, za katerimi stoji veliko blagovnih znamk; kljub tej množici izbire pa razvijejo intenzivno čustveno navezanost le do parih.

## Teorija navezanosti
Navezanost je čustvena specifična vez med osebo in specifičnim objektom. Navezanost variira v moči, močnejša navezanost pa je povezana z močnimi občutki povezanosti, naklonjenosti, ljubezni in strasti. Želja po tem, da bi ustvaril močno čustveno navezanost z drugimi, je osnovna človeška potreba, značilnosti navezanosti pa izvirajo iz posameznikove unikatne zgodovine interpersonalnih izkušenj, ki ne vplivajo zgolj na to, kakšne misli, občutke in pričakovanja ima posameznik glede odnosa, ampak tudi na to, kako se bo posameznik obnašal v odnosu. Posameznikova shema navezanosti izvira iz dveh notranjih modelov – modela jaza v kontekstu odnosov in modela drugih v kontekstu odnosov. Oba modela se razvijeta skozi interakcije s pomembnimi drugimi, s katerimi navežemo emocionalen odnos, torej starši, prijatelji, partnerji. Model jaza v kontekstu odnosov vključuje prepričanja o tem, ali je posameznik vreden ljubezni ter podpore drugih, model drugih v kontekstu odnosov pa vključuje prepričanja o tem, ali bodo ljudje, na katere se bo posameznik navezal, vredni zaupanja in odzivni na posameznika v odnosu.

### Navezanost na blagovno znamko
Navezanost je pomembna za čustveno navezanost na blagovno znamko zato, ker posameznikova shema navezanosti vpliva na odnos, ki ga bo vzpostavil z blagovno znamko. Ravno v tem pogledu so podjetja prikrajšana za vzpostavljanje čustvene navezanosti na blagovne znamke, ki bo pri vseh delovalo enako, in ravno s tem se spremeni prepričanje mnogih modelov navezanosti na blagovne znamke,ki pravijo,  da ljudje ocenjujejo blagovne znamke podobno in da so posledično nagnjeni k razvijanju enakih odnosov z določeno blagovno znamko. Slednja je v kontekstu teorije navezanosti smatrana kot objekt navezanosti, samo odnos z blagovno znamko pa je definiran kot kognitivna in afektivna vez, ki povezuje jaz posameznika in blagovno znamko. Izbira blagovne znamke, na katero se potrošnik čustveno naveže, je odvisna od senzornih informacij in od občutkov, ki jih potrošnik v odnosu do blagovne znamke izkusi. Eden od razlogov zakaj potrošniki iščejo pripadnost z razpoložljivimi blagovnimi znamkami je tudi ta, da se ljudje že od nekdaj spopadamo s strahom, da ne bi pripadali in se povezovali z drugimi, kar pa seveda vodi v čustveno navezanost na le-te blagovne znamke. Schachter (1959) je bil prvi, ki je pokazal povezavo med strahom in pripadnostjo. Pripadnost je opisal kot moč želje, da bi izkušnje delili z drugimi. Dunn in Hoegg (2014)  sta izvedli štiri študije v katerih sta preučevali povezanost med strahom in navezanostjo in ugotovili, da je strah za razliko od drugih čustev, olajšal razvoj na še ne poznano blagovno znamko. Hkrati sta skušali predstaviti, da imajo blagovne znamke zmožnost, da zapolnijo medosebne odnose. Tu ne gre le za metaforičen odnos med potrošniki in blagovno znamko, temveč te lahko dejansko zapolnijo  psihološke potrebe. Pri čustveni navezanosti na blagovno znamko se je pomembno zavedati, da je eden izmed bistvenih konceptov, ki definira vez med blagovno znamko in posameznikom, posameznikov jaz. Pri navezanosti se namreč  objekt (v našem primeru blagovna znamka) poveže z jazom, kadar postane del posameznikovega koncepta jaza; zaradi vkomponiranosti objekta v posameznikov jaz začne posameznik objekt dojemati kot del sebe, kar v primeru blagovne znamke privede do tega, da jo vedno izbere, saj zanj predstavlja njega samega.

## Čustva in znamke
Čustva so bistvena za odnos med potrošnikom in blagovno znamko. Bistvene za uspeh so kredibilnost, harmonija, integriteta in avtentičnost. Uspešne blagovne znamke ne pretiravajo s čustvi in podobo, temveč postavljajo v ospredje osnovne vrednote blagovne znamke. Zaradi tega, ker čustvena navezanost na blagovne znamke ustvarja mentaliteto, kjer bo posameznik razmišljal o blagovni znamki kot o nečem, kar bo vedno izbral, se podjetja veliko ustvarjajo s tem, kako bodo ustvarile odnos med potrošnikom in blagovno znamko. 
Vseeno pa čustva niso edina komponenta, ki ustvarjajo odnos med blagovno znamko in posameznikom. Ko ustvarjalci blagovnih znamk delajo na čustveni navezanosti na blagovno znamko, se trudijo združiti čustvene občutke do blagovne znamke s funkcionalnimi, najboljšimi značilnostmi produktov, prav tako pa poudarjajo hedonske vidike produktov, ki jih blagovna znamka oglašuje. 
Avtorji Thomson, MacInnis in Park (2005)  so predstavili trikomponentni model navezanosti na blagovno znamko, ki je sestavljen iz sledečih čustvenih komponent: 
1. Naklonjenost: za to komponentno so značilna čustva, kot so prijateljski občutki, naklonjenost, umirjenost.
2. Strast: za to komponentno so značilna čustva, kot so očaranost, vznesenost in strast.
3. Povezanost: za to komponento so značilna čustva, kot so navezanost, zavezanost in vdanost.

## Kako čustvena navezanost na blagovne znamke nastane
Ko govorimo o čustveni navezanosti na blagovne znamke, govorimo o sposobnosti dostopanja do moči človeških čustev; ljudje, ki stojijo za čustveno navezanostjo na blagovno znamko, želijo ustvariti močan, čustven odnos med potrošnikom in blagovno znamko, saj se čustveno obarvane vsebine posamezniku vtisnejo v spomin, ustvarjalci blagovnih znamk pa si slednjega seveda želijo. Za to, da čustvena navezanost na blagovno znamko deluje, je potrebno zapolniti vrzel med logično realnostjo in drugo resničnostjo – čustveno resničnostjo potrošnikov, ter se zavedati procesa odločanja potrošnika. Pri tem ustvarjalci blagovnih znamk delajo predvsem na tem, da potrošniki blagovne znamke ne dojemajo kot oblike, ki ustvarja denar, ampak kot izkušnjo, ki bogati življenje. Čustvena navezanost na blagovne znamke imitira potrošnikovo percepcijo blagovne znamke; slednje je tisto, kar odloča, kaj blagovna znamka je in kakšna je osnova za odnos med njo in potrošnikom. Tako je čustvena navezanost na blagovne znamke vse, kar ustvarja pravo povezavo in podobo med potrošnikom in blagovne znamko. Bazira na unikatnem zaupanju potrošnika blagovnim znamkam in povzdigne nakupe, ki so osnovani na potrebah, v želje. Osnove čustvene naveznosti na blagovno znamko so vdanost znamki, ponos, ki ga čutimo, ko kupimo produkt neke znamke ali pozitivna nakupovalna izkušnja v navdihujočem okolju. Blagovne znamke in produkti morajo biti ustvarjeni tako, da bo imel potrošnik občutek oz. da bo videl, da imajo dolgoročne vrednote. To se zgodi s pomočjo senzornih izkušenj, občutka, da lahko čutiš identiteto blagovne znamke, in s pomočjo dizajna, ki te prepriča, da kupiš produkt. Pri poosebitvi blagovnih znamk in ustvarjanju odnosov z njimi ima velik vpliv antropomorfikacija blagovnih znamk.

### Antropomorfikacija blagovnih znamk
Namen blagovne znamke je lahko problematičen, saj je težko dojemati blagovne znamke kot človeške. Zato je bistveni mehanizem, ki omogoča blagovni znamki, da prevzame vlogo aktivnega in poosebljenega igralca v odnosu, antropomorfizem. Antropomorfizem znamke vključuje predvidevanje čustev, ciljev, želja ter moč, da se blagovna znamka obnaša v skladu z omenjenimi čustvi, cilji ter željami. Raziskave kažejo, da so ljudje pripravljeni prisojati blagovnim znamkam človeške značilnosti, kar se dokazuje že v dajanju vzdevkov blagovnim znamkam (npr. »Coca-Cola« je v zahodni kulturi v družbi poimenovana »Coke«). Zaradi antromopomorfikacije blagovnih znamk ljudje lažje vstopajo v odnos z njimi in tako z njimi navežejo čustven odnos. Za blagovno znamko in tudi za produkt je značilno, da obstaja večja verjetnost antropomorfikacije, če se obnašanje objekta (tj. blagovne znamke ali produkta) ujema z obnašanjem, ki bi bilo značilno za človeka. Še posebej je antropomorfizem značilen za tehnološke produkte, saj umetna inteligenca daje občutek, da je za blagovno znamko ali produkt značilna tudi motivacija ter občutki, torej značilnosti, ki jih običajno pripisujemo človeku. Obstajajo tri strategije oglaševanja, ki omogočajo antropomorfikacijo blagovnih znamk. Prva je personifikacija blagovnih znamke skozi animacijske taktike (npr. M&M lika) ali skozi poosebljene like blagovne znamke. Obe taktiki ustvarita like, s katerimi se lahko potrošniki identificirajo. Druga je povezovanje blagovne znamke z že obstoječo, običajno znano osebnostjo (npr. povezava med Stevom Jobsom in Applom). Tretja pa je asociiranje blagovne znamke s potrošniku dragimi ljudmi (npr. "Diši kot babičin čaj," ali kaj podobnega.)  

## Psihološko povezovanje potrošnika z blagovnimi znamkami
Povezovanje potrošnika z blagovno znamko je povezano z dejstvom, da imajo potrošniki različne ravni, na katerih se psihološko povezujejo z blagovnimi znamkami, saj imajo različne potrebe, motive in cilje. Ravni povezovanja so razdeljene na tri sloje. Prvi sloj povezovanja je fokusiran na produkt in je povezan z njegovo funkcionalnostjo. Drugi sloj je povezan s pomembnostjo produkta ali blagovne znamke, ki ga potrošnik dojema kot osebno relevantnega. Tretji sloj pa je povezan s socialno vključenostjo blagovne znamke ali produkta v okolje; blagovna znamka lahko namreč zagotavlja tudi občutek povezanosti s skupnostjo. Povezovanje potrošnika z blagovno znamko bi lahko razdelili na pet procesov, ki si sledijo: identificiranje, izkušnja, integracija, naznanjanje in povezovanje z znamko.

### Identificiranje
V procesu identificiranja potrošnik identificira blagovno znamko in kategorijo, v katero spada, ter oblikuje asociacije na blagovno znamko. Identificiranje vključuje kategorizacijo blagovnih znamk, kar pomeni, da se potrošnik ukvarja s povezavo med blagovno znamko in kategorijo produkta, ki ga blagovna znamka predstavlja. Ta del procesa identificiranja predstavlja odnos z blagovno znamko, ki je z vidika potrošnika osredotočen na objekt (torej blagovno znamko in produkt, ki ga znamka predstavlja), medtem ko vzpostavljanje asociacij na blagovno znamko spada v del procesa identificiranja, v katerem se potrošnik osredotoča sam nase. Pri vzpostavljanju asociacij mora potrošnik najti informacije o blagovni znamki, ki so pomembne za njega samega. Te informacije običajno vključujejo atribute in prednosti znamke. Zadnji del procesa identificiranja pa izhaja iz identifikacije blagovne znamke na socialnem nivoju. Potrošnik mora blagovno znamko kontekstualno osmisliti, kar naredi tako, da jo primerja z drugimi znamkami.

### Izkušnja
Proces izkušnje se navezuje na senzorne, afektivne in participatorne izkušnje, ki jih ima potrošnik z blagovno znamko. Odnos z blagovno znamko, ki je osredotočen na objekt, je v procesu izkušnje multisenzorna percepcija blagovne znamke, tj. logo znamke, karakterji znamke, slogan. V procesu izkušnje se poskušajo blagovne znamke predstaviti skozi različne modalitete; najbolj idealno za oglaševalce bi bilo, če bi se lahko predstavile tako, da bi jih dojeli s pomočjo vseh petih čutil. Del odnosa z blagovno znamko, v katerem se potrošnik osredotoča sam nase, je v procesu izkušnje imenovan vpliv znamke. Poleg tega, da poskušajo ustvarjalci blagovnih znamk v potrošniku vzbuditi multisenzorne izkušnje, je namen izkušnje tudi vzbujanje čustvenih stanj. Potrošnikom lahko blagovne znamke vzbujajo ambivalentna čustva (npr. uživajo v hitri hrani, vendar pa obžalujejo hranjenje z njo zaradi visokega števila kalorij). Participacija z blagovno znamko pa predstavlja socialni nivo izkušnje blagovne znamke in pogosto poteka preko socialnih omrežij ali na dogodkih, ki promovirajo blagovno znamko in ki omogočajo potrošniku, da preizkusi produkt ali pa prispeva ideje za nove produkte.

### Integracija
Integracija pomeni kombiniranje informacij, ki jih ima potrošnik o blagovni znamki, v splošni koncept blagovne znamke, osebnost blagovne znamke in odnos z blagovno znamko. Odnos z blagovno znamko, ki je osredotočen na objekt, je v procesu integracije imenovan koncept znamke in predstavlja integracijo informacij, ki jih potrošnik asociira z znamko ali s produktom (npr. logo, značilnosti produkta, ideja znamke in podobno). Del odnosa z blagovno znamko, v katerem se potrošnik ukvarja sam s sabo, se imenuje osebnost blagovne znamke in je povezana z antropomorfikacijo blagovne znamke, torej s pripisovanjem osebnostnih značilnosti blagovni znamki. Socialni nivo procesa integracije se imenuje odnos z blagovno znamko in je dvosmeren; odnos, ki ga bodo potrošniki vzpostavili z blagovno znamko, je povezan z značilnostmi blagovne znamke. Ti odnosi so paralelni človeškim odnosom; npr. potrošnik lahko vzpostavi z blagovno znamko prijateljski odnos, odvisnost, poročno zvezo in podobno.

### Naznanjanje
Naznanjanje pomeni uporabo blagovne znamke kot informacijske značnice, identifikacijskega signala in kulturnega simbola. Informacijska značnica predstavlja del odnosa z blagovno znamko, ki je osredotočen na objekt, in pomeni akumulacijo informacij in znanja o znamki. S pomočjo tega znanja lahko potrošnik uvrsti blagovno znamko v določeno kategorijo, npr. glede na ceno in kvaliteto znamke jo lahko potrošnik dojema kot luksuzno ali povprečno znamko. Identifikacijski signal je del odnosa z blagovno znamko, ki je osredotočen na posameznika, in predstavlja del identitete potrošnika. Potrošniki v okviru identifikacijskega signala uporabljajo blagovne znamke kot entiteto, ki jim omogoča, da sebe bolje izražajo in razumejo. Simbolizen blagovne znamke predstavlja socialni nivo procesa naznanjanja in omogoča identifikacijo celotne skupine z določeno blagovno znamko. Slednja lahko predstavlja narod (npr. McDonald's) ali pa kulturne vrednote neke skupine (npr. Harley-Davidson motorji). Skupine potrošnikov posledično uporabljajo blagovne znamke kot sredstvo komunikacije in tudi obnašanja.

### Povezovanje z blagovno znamko
Povezovanje z blagovno znamko predstavlja zadnji del procesa oblikovanja psihološkega odnosa z blagovno znamko in vključuje oblikovanje osebnega odnosa do nje in povezovanje z njo v skupini vseh ostalih blagovnih znamk. Del odnosa z blagovno znamko, ki je osredotočen na objekt, predstavlja odnos do blagovne znamke; ta je psihološka tendenca potrošnika, da evalvira produkte na lestvici od najmanj do najbolj priljubljenih. Del odnosa z blagovno znamko, ki je osredotočen na posameznika, se imenuje navezanost na blagovno znamko in je bistven za povezanost potrošnika z znamko. Povezovanje z blagovno znamko v skupini vseh ostalih znamk predstavlja socialni nivo procesa povezovanja in  omogoča ustvarjanje skupine, katere člani so uporabniki znamke in ki ima svoje socialne odnose, značilne za uporabnike. Pogosto je prisoten občutek čustvene povezanosti s skupino.